# Ariadna taprobanica
Ariadna taprobanica är en spindelart som beskrevs av Simon 1906. Ariadna taprobanica ingår i släktet Ariadna och familjen sexögonspindlar.
Artens utbredningsområde är Sri Lanka. Inga underarter finns listade i Catalogue of Life.